# Veronika Podgoršek
Veronika Podgoršek (prej poročena Seles), slovenska psihoterapevtka, * 1980, Ljubljana
Leta 2006 je ustanovila PTI Psihoterapevtski inštitut. Bila je kolumnistka za siol.net in OnaPlus.

### Izobrazba
Leta 2011 je doktorirala s področja družinske in zakonske terapije na Teološki fakulteti v Ljubljani, kjer je tudi diplomirala (2004) in magistrirala (2006). Med letoma 2005 in 2007 je opravljala specializacijo na Mednarodnem psihoterapevtskem inštitutu (International Psychotherapy Institute) v Washingtonu. Opravljala je doktorski študij iz družinske in zakonske terapije na Univerzi Northcentral v Arizoni.

### Televizija
Bila je članica žirije v resničnostni oddaji Popolna poroka na POP TV.

### Zasebno
Odraščala je v Ljubljani, v Celje pa se je preselila zaradi prvega moža. Danes živi v Domžalah. Ima štiri otroke, starejša z bivšim možem, Urošem Selesom, direktorjem in solastnikom avtomobilskega podjetja Selmar, mlajša pa z zdajšnjim soprogom, Andrejem Podgorškom, direktorjem in lastnikom podjetja Ad Vita, ki proizvaja ležišča znamke Vitapur, ki jih Veronika oglašuje.